# Батамай (Ленський улус)
Батамай (рос. Батамай) — селище у Ленському улусі Республіки Сахи Російської Федерації.
Населення становить 190  осіб. Належить до муніципального утворення Салдикельський наслег.

## Історія
Згідно із законом від 30 листопада 2004 року органом місцевого самоврядування є Салдикельський наслег.

## Населення
| 2002 | 2010 |
| ---- | ---- |
| 190  | →190 |